# Вишова
Вишова — село в Україні, у Іванківській селищній громаді Вишгородського району Київської області. Населення становить 78 осіб.

## Історія
7 (20) листопада 1917 року, відповідно до Третього Універсалу Української Центральної Ради, увійшло до складу Української Народної Республіки.
12 червня 2020 року, відповідно до розпорядження Кабінету Міністрів України № 715-р «Про визначення адміністративних центрів та затвердження територій територіальних громад Київської області», увійшло до складу Іванківської селищної територіальної громади.
19 липня 2020 року, в результаті адміністративно-територіальної реформи та ліквідації Іванківського району, село увійшло до складу новоутвореного Вишгородського району.
З кінця лютого до 1 квітня 2022 року село було окуповане російськими військами.

## Назва
19 вересня 2024 року Верховна Рада підтримала перейменування села Чкаловка на Вишова. 26 вересня 2024 року перейменування набуло чинності.

## Населення

### Мова
Розподіл населення за рідною мовою за даними перепису 2001 року:
| Мова       | Відсоток |
| ---------- | -------- |
| українська | 98,72%   |
| російська  | 1,28%    |

## Відомі уродженці
- Притика Іван Степанович (1947—2018) — український письменник, поет, член Національної спілки письменників України (2012). Автор 15 книг поетичних та прозових творів.